# Teodora Ungureanu
Teodora Ungureanu (nacida el 13 de noviembre de 1960 en Reșița, Rumania) es una gimnasta rumana retirada que compitió en los Juegos Olímpicos de Montreal 1976. Ungureanu es tres veces medallista olímpica (dos de plata y una de bronce) y una medalla de plata en el Campeonato Mundial de Gimnasia. En 2001 fue incluida en el Salón de la Fama Internacional de Gimnasia.

## Carrera profesional
Ungureanu comenzó en la gimnasia a la edad de seis años. Se formó en Bucarest hasta que cumplió los doce años, cuando se unió a la escuela de gimnasia dirigida por Béla Károlyi y su esposa Marta en Onești. En su primer Campeonato Nacional de Rumania, en 1971, obtuvo el primer lugar en la división de los niños. Pese a que Ungureanu era una atleta experta, medallista en la Copa Mundial y diversos eventos internacionales, fue eclipsada por su amiga y compañera de equipo Nadia Comăneci.
Ungureanu finalizó en segundo lugar tras Comăneci en varios eventos, incluyendo los Nacionales de Rumanía. En los Juegos Olímpicos de Montreal 1976, Ungureanu ganó dos medallas individuales en la final del evento, un bronce en la viga de equilibrio y una de plata en las barras asimétricas, y compartieron la medalla de plata en el equipo. Pudo lograr una nueva medalla de bronce en el concurso general, pero terminó cuarta en un durísimo podio compuesto por Comăneci y las soviéticas Nellie Kim y Ludmilla Tourischeva.
En el Campeonato Mundial de Gimnasia de 1978, Ungureau logró la medalla de plata en el concurso por equipos. En ese mismo año ingresó en el Clubul Sportiv Dinamo Bucarest, entrenada por Lita y Florea Stefanescu. Su prueba final antes del retiro fueron los Juegos Mundiales Universitarios de 1979, donde terminó en primer lugar en el concurso general.

## Vida personal
Después del retiro del deporte profesional, Ungureanu disfrutó de una exitosa carrera como entrenadora de gimnasia. Actualmente, ella y su marido, Sorin Cepoi, entrenan en Estados Unidos desde 2001 a Sabrina Vega, miembro del equipo senior. Ungureanu también es Oficial Internacional de Gimnasia y sirve como juez en varios concursos.